# Γ-Dekalakton
γ-Dekalakton je organická sloučenina patřící mezi laktony, která má silné aroma podobné broskvi. Nachází se v různých druzích ovoce, kde má významný vliv na jejich chuť a vůni. Přidává se do potravin, léčiv a kosmetiky.